# Kaliboyo
Kaliboyo is een bestuurslaag in het regentschap Batang van de provincie Midden-Java, Indonesië. Kaliboyo telt 1525 inwoners (volkstelling 2010).